# Albert Lancaster Lloyd
Ne doit pas être confondu avec Albert Lloyd.
Albert Lancaster Lloyd (né le 29 février 1908 dans le faubourg londonien de Wandsworth – mort le 29 septembre 1982 à son domicile de Greenwich,), généralement cité comme A. L. Lloyd ou Bert Lloyd, était un traducteur autodidacte, chanteur folk et spécialiste anglais de musique traditionnelle qui a joué un rôle-clef dans le renouveau folk britannique des années 1950 et 1960. Aujourd'hui surtout connu pour ses recherches sur la musique traditionnelle des Îles Britanniques, Lloyd s'est également intéressé à la musique espagnole, la Musique latine, la musique des Balkans et celle de l'Australie : il n'a pas enregistré moins de six disques de ballades du Bush australien.
Écrivain engagé, Lloyd a contribué, par ses livres et ses disques, à la reconnaissance des chants d'ouvriers.

## Jeunesse
Son père, soldat démobilisé à moitié infirme, avait été ruiné par la spéculation : il subsistait comme simple dépanneur pour The Automobile Association. Albert avait quinze ans lorsque sa mère, dont la passion pour les chansons lui laissa un souvenir ineffaçable, mourut ; Lloyd fut invité en Australie avec un pécule de la British Legion pour participer au peuplement de ce jeune pays. Là, de 1924 à 1930, il travailla pour divers élevages de moutons de Nouvelle-Galles du Sud et c'est à cette époque qu'il se mit à coucher par écrit les chansons villageoises qu'il entendait. Dans l'arrière-pays, il y avait la State Library et il dévora des livres consacrés à l'art et la musique, dont il n'eut donc au début qu'une connaissance livresque. Il s'acheta aussi un gramophone à manivelle et ses premiers enregistrements de musique classique.

## La collecte du patrimoine musical traditionnel
En 1935, de retour dans une Angleterre frappée par la crise et désœuvré, il reprit ses recherches à la bibliothèque du British Museum sur la musique traditionnelle en s'intéressant cette fois à l’histoire sociale et économique : il aurait déclaré à ce sujet qu'« il n’y a rien de tel que le chômage pour se former . » En 1937, enfin, il s'engagea à bord d'un baleinier-usine the Southern Empress, en partance pour une campagne de pêche dans les eaux antarctiques.
Au cours de cette décennie, il s'inscrivit au Parti communiste de Grande-Bretagne, fortement influencé par les écrits de l'historien marxiste A. L. Morton, surtout son « Histoire populaire de l'Angleterre » (1938). Dès 1937, Lloyd parvint à faire publier son premier article : The People's own Poetry, dans le Daily Worker (rebaptisé le Morning Star en 1966).
En 1938 la BBC lui demanda d'écrire un documentaire radiophonique sur la vie de marin, et c'est ainsi qu'il embrassa la carrière de journaliste et de chanteur. Militant communiste, Lloyd était fermement opposé à Adolf Hitler et, en 1939, la BBC l'envoya produire une série d’émissions sur la montée du Nazisme. De 1945 à 1950 il fut journaliste au magazine Picture Post mais démissionna par solidarité avec l'un de ses collègues.
Dans les années 1950, c'était un expert reconnu de la musique traditionnelle et (comme le dit Colin Harper) « seul de l'arène. » Harper observe qu'à une époque où la musique folk anglaise était interprétée par des groupes de jeunes en blue-jeans et pullovers, Lloyd arborait invariablement un costume (et un large sourire). Ewan MacColl décrivait affectueusement Lloyd comme un « nain de jardin ambulant. » De sa collaboration avec le compositeur Vaughan-Williams parut The Penguin Book of English Folk Songs (1959).
On peut voir Lloyd entonner un chant de marin dans le Moby Dick de John Huston (1956), lors de l'appareillage du Pequod. On a aussi une vidéo de lui à cette époque. Au début des années 1960, Lloyd rallia le Centre 42, collectif d'artistes né de la résolution n°42 du Trades Union Congress de 1960, qui reconnaissait l'importance de l'art pour la cause ouvrière. C'était un cycle de tournées dirigé par Arnold Wesker, destiné à faire connaître l'art et la culture de Londres aux autres grandes villes ouvrières de Grande-Bretagne : MacColl et Lloyd concevaient le programme et Charles Parker en était le producteur. Le Centre 42 a fait connaître une foule de jeunes chanteurs au public : Anne Briggs, le Ian Campbell Folk Group, The Spinners et The Watersons.
Lloyd a lui-même enregistré plusieurs albums de musique folk anglaise, dont les Child Ballads avec Ewan MacColl. Il a publié plusieurs essais sur ce sujet : The Singing Englishman, Come All Ye Bold Miners et Folk Song in England. Il a été l'un des fondateurs du label Topic Records, dont il a été le directeur artistique jusqu'à sa mort.
Le livret d'accompagnement du coffret commémoratif des 70 ans de Topic Records : Three Score and Ten comporte une brève biographie et cite deux albums classiques auxquels il a collaboré : The Iron Muse:30 et Frost and Fire des The Watersons:34. Sur le cinquième morceau du deuxième CD, Lloyd chante The Two Magicians tiré d'un disque auquel il avait collaboré, The Bird in the Bush (chansons paillardes).
Mark Gregory l'a interviewé en 1970 pour la National Library of Australia, et Michael Grosvenor-Myer pour le magazine Folk Review en septembre 1974.
Il est mort chez lui.

## Discographie

### Albums solo
- The Shooting of His Dear / Lord Bateman, HMV B.10593, 78rpm, 1953
- Down in Yon Forest / The Bitter Withy, HMV B.10594, 78rpm, 1953
- Bold Jack Donahue / Banks of the Condamine, Topic TRC84, 78rpm, 1954
- Australian Bush Songs, Riverside RLP 12-606, 1956
- The Foggy Dew and Other Traditional English Love Songs, Tradition Records TLP 1016, LP, US, 1956
- Banks of the Condamine and Other Bush Songs, Wattle Records (Australia) 10" LP, 1957
- Across the Western Plains, Wattle Records (Australia) LP, 1958
- Outback Ballads. Folk songs of Australia. Topic Records 12T51, 1958
- English Drinking Songs, Riverside Records (US) LP, 1961. CD Reissue: Topic records
- England and Her Folk Songs (A Selection From The Penguin Book), with Alf Edwards, Collector Records (UK) 7" EP
- First Person (Some of His Favourite Folk Songs), Topic Records LP, 1966
- The Best of A. L. Lloyd, Xtra (UK) LP, 1966
- Leviathan, Topic Records (UK) LP, 1967. CD Reissue: Topic records
- Ten Thousand Miles Away: English and Australian Folk Songs, Fellside Records (UK) 2CD, 2008
- Turtle Dove, Fellside Records (UK), 2014

### En collaboration avec MacColl
- The English and Scottish Popular Ballads 9 Volumes, Washington albums, 1952
- Blow Boys Blow (Songs of The Sea), Tradition Records (US) LP, 1957. LP Reissue: Transatlantic, 1967. CD Reissue: Tradition, 1996
- Thar She Blows! (Whaling Ballads and Songs), Riverside RLP 12-635 (US) LP, 1957
- Convicts and Currency Lads. Wattle Recordings B2, EP, 1958
- Whaling Ballads, Washington WLP 724 (US) LP, 196x. This was a reissue of the Riverside album above.
- English and Scottish Folk Ballads, Topic Records (UK) LP, 1964
- Bold Sportsmen All, Topic Records (UK) 10", 1958. CD reissue: Topic Records
- Gamblers and Sporting Blades (Songs of the Ring and the Racecourse), Topic records (UK) 7" EP, 1962
- A Sailor's Garland, Xtra Records (UK) LP, 1966

### Compilations et contributions
- Blow The Man Down, Topic Records (UK) 7" EP, 1956
- The Iron Muse (A Panorama of Industrial Folk Music), Topic Records (UK) LP, 1963
- Farewell Nancy (Sea Songs and Shanties), Topic Records (UK) LP, 1964
- The Bird in the Bush - by A L Lloyd, Anne Briggs, Frankie Armstrong, Topic Records (UK) LP, 1966
- Singing The Fishing – A Radio Ballad, Argo Records (UK) LP, 1967
- Babbacombe Lee by Fairport Convention (1971), Island Records: Narration and arrangement
- The Valiant Sailor (Songs & Ballads of Nelson's Navy), Topic Records (UK) LP, 1973
- Sea Shanties, Topic Records (UK) LP, 1974
- The Transports  (A Ballad Opera by Peter Bellamy), Free Reed (UK) 2LP, 1977
- Topic Sampler No. 1 – Folk Songs, Topic Records (UK) LP
- Topic Sampler No. 2 – Folk Songs, Topic Records (UK) LP
- Topic Sampler No. 3 – Men at Work, Topic Records (UK) LP
- Topic Sampler No. 6 – A Collection of Ballads & Broadsides, Topic Records (UK) LP
- Topic Sampler No. 7 – Sea Songs & Shanties, Topic Records (UK) LP

### Enregistrements historiques de Lloyd
- Folk Music of Bulgaria, Topic Records (UK) LP, 1964
- The Music of Albania, Topic Records (UK) LP, 1966

## Essais, recueils et traductions
- Federico García Lorca, Lament for the Death of a Bullfighter and other poems (La sangre derramada, 1937);  trad. par A. L. Lloyd pour les éd. Heinemann, Londres.
- Franz Kafka, The Metamorphosis (1937); trad. par A. L. Lloyd. Londres: Parton Press
- Hans Fallada, The Drinker (1952);; trad. par A. L. et C. Lloyd : Melville House, Hoboken, New Jersey
- A. L. Lloyd & Igor Vinogradoff, Shadow of the Swastika (1940), Londres: John Lane The Bodley Head
- A. L. Lloyd The Singing Englishman: an introduction to folksong (1944). London: Workers' Music Association
- A. L. Lloyd (recueil) (1945)  Corn on the Cob (poésie traditionnelle et populaire des Etats-Unis) Fore Publications, Londres
- A. L. Lloyd (1951) Singing Englishmen: a collection of folk-songs specially prepared for a Festival of Britain concert given in association with the Arts Council of Great Britain
- A. L. Lloyd (recueil) Coaldust Ballads (chants ouvriers, 1952). Workers' Music Association, Londres.
- A. L. Lloyd (recueil) Come All Ye Bold Miners (Ballads & Songs of the Coalfield) (1952) Lawrence & Wishart, Londres
- Ralph Vaughan Williams et A.L. Lloyd, The Penguin Book of English Folk Songs, Harmondsworth: Penguin Books, 1959 (ISBN 0-85418-188-1)
- A. L. Lloyd (1960) The Golden City Londres: Methuen
- A. L. Lloyd (1967) Folk Song in England Londres: Lawrence & Wishart (édition bon marché : Paladin, 1975)

## Films
- Ken Taylor, Ten Thousand Miles: A. L. Lloyd in Australia, 1970
- Gavin Barry, Bert a personal memoir (1985)

## Voir également
- (en) Cet article est partiellement ou en totalité issu de l’article de Wikipédia en anglais intitulé « A. L. Lloyd » (voir la liste des auteurs).
- E. David Gregory, « Starting Over: A. L. Lloyd and the Search for a New Folk Music, 1945–49 », Canadian Journal for Traditional Music,‎ 1999-2000 (lire en ligne)  Biographie d'A. L. Lloyd
- The A. L. Lloyd Collection – Fonds Lloyd de la bibliothèque de Goldsmiths College, Université de Londres
- site web British Folk de Reinhard Zierke Discographie quasi-exhaustive
- Centenaire de Bert Lloyd – site web d'Australian Folk Songs
- A Tribute to Bert – EFDSS Concert 15 November 2008
- BBC Radio 3 temps forts de Tribute to Bert – Lucy Duran World Routes
- EFDSS Book Launch – Bert: The Life and Times of A. L. Lloyd